# Lista odcinków serialu Czarne lustro
Poniżej znajduje się lista odcinków brytyjskiego serialu telewizyjnego Czarne lustro (ang. Black Mirror), którego twórcą jest Charlie Brooker. Początkowo był produkowany przez stację Channel 4 (2011-2014), która wypuściła 7 odcinków. W 2015 roku serial został przejęty przez platformę Netflix, która od razu zamówiła 2 nowe sezony serialu. 
Do 2025 roku powstały 33 odcinki (w tym jeden specjalny) i film interaktywny.

## Przegląd sezonów
| Sezon | Sezon     | Odcinki   | Premierowa emisja    | Premierowa emisja    | Premierowa emisja | Premierowa emisja    | Premierowa emisja    |
| Sezon | Sezon     | Odcinki   | Premiera sezonu      | Finał sezonu         | Produkcja         | Premiera sezonu      | Finał sezonu         |
| ----- | --------- | --------- | -------------------- | -------------------- | ----------------- | -------------------- | -------------------- |
|       | 1         | 3         | 4 grudnia 2011       | 18 grudnia 2011      | Channel 4         | 3 marca 2013         | 17 marca 2013        |
|       | 2         | 3         | 11 lutego 2013       | 25 lutego 2013       | Channel 4         | 3 kwietnia 2013      | 17 kwietnia 2013     |
|       | Specjalny | Specjalny | 16 grudnia 2014      | 16 grudnia 2014      | Channel 4         | 6 stycznia 2016      | 6 stycznia 2016      |
|       | 3         | 6         | 21 października 2016 | 21 października 2016 | Netflix           | 21 października 2016 | 21 października 2016 |
|       | 4         | 6         | 29 grudnia 2017      | 29 grudnia 2017      | Netflix           | 29 grudnia 2017      | 29 grudnia 2017      |
|       | Film      | Film      | 28 grudnia 2018      | 28 grudnia 2018      | Netflix           | 28 grudnia 2018      | 28 grudnia 2018      |
|       | 5         | 3         | 5 czerwca 2019       | 5 czerwca 2019       | Netflix           | 5 czerwca 2019       | 5 czerwca 2019       |
|       | 6         | 5         | 15 czerwca 2023      | 15 czerwca 2023      | Netflix           | 15 czerwca 2023      | 15 czerwca 2023      |
|       | 7         | 6         | 10 kwietnia 2025     | 10 kwietnia 2025     | Netflix           | 10 kwietnia 2025     | 10 kwietnia 2025     |

## Lista odcinków

### Sezon 1 (2011)
| N/o | # | Tytuł                     | Polski tytuł                                            | Reżyseria     | Scenariusz                 | Premiera (Channel 4) | Premiera w Polsce (Cinemax) | Długość odcinka |
| --- | - | ------------------------- | ------------------------------------------------------- | ------------- | -------------------------- | -------------------- | --------------------------- | --------------- |
| 1   | 1 | The National Anthem       | Hymn narodowy (HBO) Hymn państwowy (Netflix)            | Otto Bathurst | Charlie Brooker            | 4 grudnia 2011       | 3 marca 2013                | 44 min          |
| 2   | 2 | Fifteen Million Merits    | 15 milionów                                             | Euros Lyn     | Charlie Brooker, Kanak Huq | 11 grudnia 2011      | 9 marca 2013                | 62 min          |
| 3   | 3 | The Entire History of You | Cała prawda o Tobie (HBO) Cała Twoja historia (Netflix) | Brian Welsh   | Jesse Armstrong            | 18 grudnia 2011      | 17 marca 2013               | 49 min          |

### Sezon 2 (2013)
| N/o | # | Tytuł            | Polski tytuł     | Reżyseria     | Scenariusz      | Premiera (Channel 4) | Premiera w Polsce (Cinemax) | Długość odcinka |
| --- | - | ---------------- | ---------------- | ------------- | --------------- | -------------------- | --------------------------- | --------------- |
| 4   | 1 | Be Right Back    | Zaraz wracam     | Owen Harris   | Charlie Brooker | 11 lutego 2013       | 3 kwietnia 2013             | 49 min          |
| 5   | 2 | White Bear       | Biały niedźwiedź | Carl Tibbetts | Charlie Brooker | 18 lutego 2013       | 10 kwietnia 2013            | 42 min          |
| 6   | 3 | The Waldo Moment | Waldo            | Otto Bathurst | Charlie Brooker | 25 lutego 2013       | 17 kwietnia 2013            | 44 min          |

### Odcinek specjalny (2014)
| N/o | #  | Tytuł           | Polski tytuł | Reżyseria     | Scenariusz      | Premiera (Channel 4) | Premiera w Polsce (Netflix) | Długość odcinka |
| --- | -- | --------------- | ------------ | ------------- | --------------- | -------------------- | --------------------------- | --------------- |
| 7   | S1 | White Christmas | Białe święta | Otto Bathurst | Charlie Brooker | 16 grudnia 2014      | 6 stycznia 2016             | 74 min          |

### Sezon 3 (2016)
| N/o | # | Tytuł               | Polski tytuł             | Reżyseria        | Scenariusz                                 | Premiera (Netflix)   | Premiera w Polsce (Netflix Polska) | Długość odcinka |
| --- | - | ------------------- | ------------------------ | ---------------- | ------------------------------------------ | -------------------- | ---------------------------------- | --------------- |
| 8   | 1 | Nosedive            | Na łeb, na szyję         | Joe Wright       | Charlie Brooker, Rashida Jones, Mike Schur | 21 października 2016 | 21 października 2016               | 63 min          |
| 9   | 2 | Playtest            | Wersja próbna            | Dan Trachtenberg | Charlie Brooker                            | 21 października 2016 | 21 października 2016               | 57 min          |
| 10  | 3 | Shut Up and Dance   | Zamknij się i tańcz      | James Watkins    | Charlie Brooker, William Bridges           | 21 października 2016 | 21 października 2016               | 53 min          |
| 11  | 4 | San Junipero        | San Junipero             | Owen Harris      | Charlie Brooker                            | 21 października 2016 | 21 października 2016               | 61 min          |
| 12  | 5 | Man Against Fire    | Ludzie przeciwko ogniowi | Jakob Verbruggen | Charlie Brooker                            | 21 października 2016 | 21 października 2016               | 60 min          |
| 13  | 6 | Hated in the Nation | Znienawidzeni            | James Hawes      | Charlie Brooker                            | 21 października 2016 | 21 października 2016               | 90 min          |

### Sezon 4 (2017)
| N/o | # | Tytuł         | Polski tytuł  | Reżyseria      | Scenariusz                       | Premiera (Netflix) | Premiera w Polsce (Netflix Polska) | Długość odcinka |
| --- | - | ------------- | ------------- | -------------- | -------------------------------- | ------------------ | ---------------------------------- | --------------- |
| 14  | 1 | USS Callister | USS Callister | Toby Haynes    | Charlie Brooker, William Bridges | 29 grudnia 2017    | 29 grudnia 2017                    | 77 min          |
| 15  | 2 | Arkangel      | Arkangel      | Jodie Foster   | Charlie Brooker                  | 29 grudnia 2017    | 29 grudnia 2017                    | 52 min          |
| 16  | 3 | Crocodile     | Krokodyl      | John Hillcoat  | Charlie Brooker                  | 29 grudnia 2017    | 29 grudnia 2017                    | 59 min          |
| 17  | 4 | Hang the DJ   | Hang the DJ   | Tim Van Patten | Charlie Brooker                  | 29 grudnia 2017    | 29 grudnia 2017                    | 52 min          |
| 18  | 5 | Metalhead     | Twardogłowy   | David Slade    | Charlie Brooker                  | 29 grudnia 2017    | 29 grudnia 2017                    | 41 min          |
| 19  | 6 | Black Museum  | Czarne muzeum | Colm McCarthy  | Charlie Brooker                  | 29 grudnia 2017    | 29 grudnia 2017                    | 69 min          |

### Film (2018)
| N/o | # | Tytuł                      | Polski tytuł                | Reżyseria   | Scenariusz      | Premiera (Netflix) | Premiera w Polsce (Netflix Polska) | Długość odcinka |
| --- | - | -------------------------- | --------------------------- | ----------- | --------------- | ------------------ | ---------------------------------- | --------------- |
| F1  | 1 | Black Mirror: Bandersnatch | Czarne lustro: Bandersnatch | David Slade | Charlie Brooker | 28 grudnia 2018    | 28 grudnia 2018                    | zależna         |

### Sezon 5 (2019)
| N/o | # | Tytuł                       | Polski tytuł              | Reżyseria     | Scenariusz      | Premiera (Netflix) | Premiera w Polsce (Netflix Polska) | Długość odcinka |
| --- | - | --------------------------- | ------------------------- | ------------- | --------------- | ------------------ | ---------------------------------- | --------------- |
| 20  | 1 | Striking Vipers             | Striking Vipers           | Owen Harris   | Charlie Brooker | 5 czerwca 2019     | 5 czerwca 2019                     | 61 min          |
| 21  | 2 | Smithereens                 | Smithereenowie            | James Hawes   | Charlie Brooker | 5 czerwca 2019     | 5 czerwca 2019                     | 70 min          |
| 22  | 3 | Rachel, Jack and Ashley Too | Rachel, Jack i Ashley Too | Anne Sewitsky | Charlie Brooker | 5 czerwca 2019     | 5 czerwca 2019                     | 67 min          |

### Sezon 6 (2023)
| N/o | # | Tytuł          | Polski tytuł      | Reżyseria      | Scenariusz                    | Premiera (Netflix) | Premiera w Polsce (Netflix Polska) | Długość odcinka |
| --- | - | -------------- | ----------------- | -------------- | ----------------------------- | ------------------ | ---------------------------------- | --------------- |
| 23  | 1 | Joan is awful  | Joan jest okropna | Ally Pankiw    | Charlie Brooker               | 15 czerwca 2023    | 15 czerwca 2023                    | 58 min          |
| 24  | 2 | Loch Henry     | Loch Henry        | Sam Miller     | Charlie Brooker               | 15 czerwca 2023    | 15 czerwca 2023                    | 56 min          |
| 25  | 3 | Beyond The Sea | Beyond The Sea    | John Crowley   | Charlie Brooker               | 15 czerwca 2023    | 15 czerwca 2023                    | 80 min          |
| 26  | 4 | Mazey Day      | Mazey Day         | Uta Briesewitz | Charlie Brooker               | 15 czerwca 2023    | 15 czerwca 2023                    | 42 min          |
| 27  | 5 | Demon 79       | Demon 79          | Toby Haynes    | Charlie Brooker, Bisha K. Ali | 15 czerwca 2023    | 15 czerwca 2023                    | 74 min          |

### Sezon 7 (2025)
| N/o | # | Tytuł                        | Polski tytuł                   | Reżyseria                | Scenariusz                                                    | Premiera (Netflix) | Premiera w Polsce (Netflix Polska) | Długość odcinka |
| --- | - | ---------------------------- | ------------------------------ | ------------------------ | ------------------------------------------------------------- | ------------------ | ---------------------------------- | --------------- |
| 28  | 1 | Common People                | Zwyczajni ludzie               | Ally Pankiw              | Charlie Brooker, Bisha K. Ali                                 | 10 kwietnia 2025   | 10 kwietnia 2025                   | 57 min          |
| 29  | 2 | Bête Noire                   | Bête Noire                     | Toby Haynes              | Charlie Brooker                                               | 10 kwietnia 2025   | 10 kwietnia 2025                   | 50 min          |
| 30  | 3 | Hotel Reverie                | Hotel Reverie                  | Haolu Wang               | Charlie Brooker                                               | 10 kwietnia 2025   | 10 kwietnia 2025                   | 77 min          |
| 31  | 4 | Plaything                    | Bawidełko                      | David Slade              | Charlie Brooker                                               | 10 kwietnia 2025   | 10 kwietnia 2025                   | 46 min          |
| 32  | 5 | Eulogy                       | In Memoriam                    | Chris Barrett, Ella Road | Charlie Brooker, Bisha K. Ali                                 | 10 kwietnia 2025   | 10 kwietnia 2025                   | 47 min          |
| 33  | 6 | USS Callister: Into Infinity | USS Callister: W głąb Infinity | Toby Haynes              | Charlie Brooker, Bisha K. Ali, William Bridges, Bekka Bowling | 10 kwietnia 2025   | 10 kwietnia 2025                   | 90 min          |